# Бородок

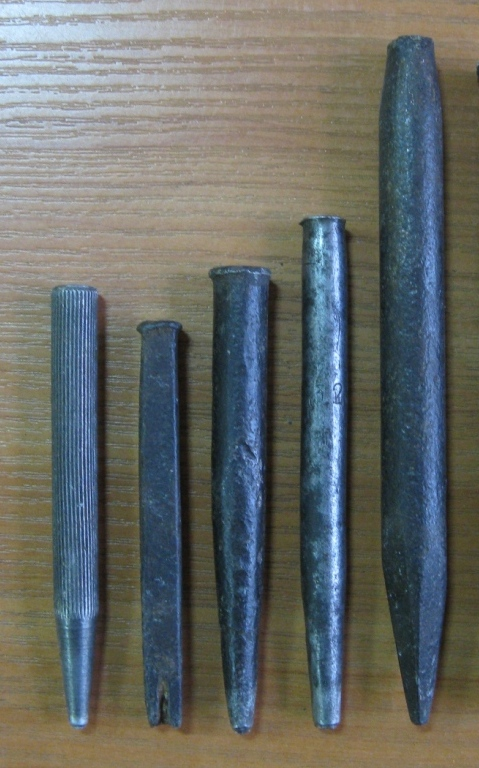
Пробойники

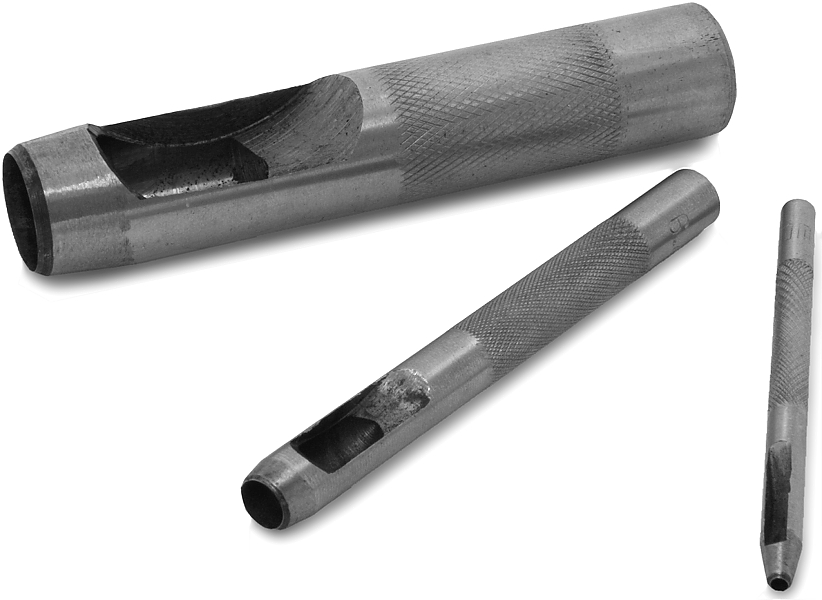
Пробойник

Бородо́к (также пробо́йник) — ручной слесарный инструмент, предназначен для вырубки отверстий в листовом материале и каменных/бетонных стенах. Представляет собой стержень, один конец которого (рабочая часть) выполнен в виде усечённого конуса. В поперечном сечении бородки могут различаться в зависимости от формы вырубаемых отверстий — круглые, квадратные, прямоугольные, треугольные и т. п. Пробой отверстия производится ударами молотка по противоположной части бородка — затыльнику. Бородки выполняются из твёрдых инструментальных сталей.

## Этимология
Фасмер ссылается на Кнутссона и Тернквиста, выводя слово «бородок» из швед. brodd, «шип» после народно-этимологического изменения под воздействием слова «борода». По мнению Фасмера, это предположение объясняет вариант слова «бродок», хотя и непонятно, как произошло изменение смысла.